# والتر اسپارو
والتر اسپارو (انگلیسی: Walter Sparrow؛ ‏ ۲۲ ژانویهٔ ۱۹۲۷ – ۳۱ مهٔ ۲۰۰۰) بازیگر اهل بریتانیا بود.
از فیلم‌ها یا برنامه‌های تلویزیونی که وی در آن نقش داشته‌است، می‌توان به جهانگرد اتفاقی، رابین هود: شاهزاده دزدان، باغ مخفی، من یک قاتل حرفه‌ای استخدام کردم، حال و آینده، برای همیشه، شرلوک هلمز جوان، سرزمین سایه‌ها، جین ایر، شمعون مجوسی، قصاب‌باشی، خانه وحشت دکتر ترور، ماجراجویی برادر باهوش‌تر شرلوک هلمز، اشیای ناشناس پرنده و جزیره گنج اشاره کرد.